# يوليوس كريستنسن
يوليوس كريستنسن (بالنرويجية البوكمول: Julius Christensen)‏ هو طبيب وسياسي نرويجي، ولد في 6 ديسمبر 1840 في النرويج، وتوفي في 19 أكتوبر 1923. حزبياً، نشط في حزب المحافظين. وقد انتخب نائب عضو برلمان النرويج ‏.